# Alphabetische Liste der Asteroiden/1998
Um die Liste der Asteroiden ohne Eigennamen nicht zu überfluten, sind nur die Asteroiden bis Nummer 20000 komplett. Asteroiden mit höherer oder ohne Nummer sollten nur eingetragen werden, wenn sie einen Artikel haben oder eine Besonderheit darstellen.
Die Sortierung erfolgt nach der Bezeichnung hinter der Asteroidennummer.
| A bis K            | A bis K             |
| Nummer und Name    | Orbittyp            |
| ------------------ | ------------------- |
| (19375) 1998 AB5   | Hauptgürtel         |
| (10625) 1998 AC8   | Hauptgürtel         |
| (17731) 1998 AD10  | Hauptgürtel         |
| (15944) 1998 AH5   | Hauptgürtel         |
| (11157) 1998 AJ    | Hauptgürtel         |
| (16868) 1998 AK8   | Marsbahnkreuzer     |
| (16864) 1998 AL    | Hauptgürtel         |
| (10917) 1998 AN    | Hauptgürtel         |
| (17732) 1998 AQ10  | Hauptgürtel         |
| (16865) 1998 AQ    | Hauptgürtel         |
| (16866) 1998 AR    | Hauptgürtel         |
| (17730) 1998 AS4   | Hauptgürtel         |
| (14563) 1998 AV5   | Hauptgürtel         |
| (16867) 1998 AX    | Hauptgürtel         |
| (15943) 1998 AZ    | Hauptgürtel         |
| (16883) 1998 BA20  | Hauptgürtel         |
| (17743) 1998 BA31  | Hauptgürtel         |
| (15951) 1998 BB2   | Hauptgürtel         |
| (19378) 1998 BB7   | Hauptgürtel         |
| (19380) 1998 BB11  | Hauptgürtel         |
| (19381) 1998 BB15  | Hauptgürtel         |
| (16870) 1998 BB    | Hauptgürtel         |
| (10920) 1998 BC1   | Hauptgürtel         |
| (17740) 1998 BC19  | Hauptgürtel         |
| (16886) 1998 BC26  | Hauptgürtel         |
| (16875) 1998 BD4   | Hauptgürtel         |
| (15953) 1998 BD8   | Hauptgürtel         |
| (16889) 1998 BD27  | äußerer Hauptgürtel |
| (16871) 1998 BD    | Hauptgürtel         |
| (19376) 1998 BE1   | Hauptgürtel         |
| 0(9451) 1998 BE2   | Hauptgürtel         |
| (19377) 1998 BE4   | Hauptgürtel         |
| (18597) 1998 BE8   | Hauptgürtel         |
| (15958) 1998 BE33  | Hauptgürtel         |
| (15948) 1998 BE    | Hauptgürtel         |
| (10926) 1998 BF41  | Hauptgürtel         |
| (11671) 1998 BG4   | Hauptgürtel         |
| (17735) 1998 BG7   | Hauptgürtel         |
| (11162) 1998 BG8   | Hauptgürtel         |
| (17745) 1998 BG34  | Hauptgürtel         |
| (11160) 1998 BH7   | Hauptgürtel         |
| (18598) 1998 BH8   | Hauptgürtel         |
| (16881) 1998 BH12  | Hauptgürtel         |
| (19382) 1998 BH25  | Hauptgürtel         |
| (16890) 1998 BJ33  | Hauptgürtel         |
| (17747) 1998 BJ42  | Hauptgürtel         |
| (18594) 1998 BJ    | Hauptgürtel         |
| (18599) 1998 BK8   | Hauptgürtel         |
| (18600) 1998 BK10  | Hauptgürtel         |
| (18604) 1998 BK26  | Hauptgürtel         |
| (16884) 1998 BL25  | Hauptgürtel         |
| (15952) 1998 BM7   | Hauptgürtel         |
| (10631) 1998 BM15  | Hauptgürtel         |
| (18603) 1998 BM25  | Hauptgürtel         |
| (11674) 1998 BN25  | Hauptgürtel         |
| (18609) 1998 BN48  | Hauptgürtel         |
| (16873) 1998 BO1   | Hauptgürtel         |
| (16882) 1998 BO13  | äußerer Hauptgürtel |
| (17742) 1998 BP25  | Hauptgürtel         |
| (15959) 1998 BQ40  | Hauptgürtel         |
| (16891) 1998 BQ45  | Hauptgürtel         |
| (18595) 1998 BR1   | Hauptgürtel         |
| (17733) 1998 BS1   | Hauptgürtel         |
| (17738) 1998 BS15  | Hauptgürtel         |
| (17741) 1998 BS23  | Hauptgürtel         |
| (18606) 1998 BS33  | Hauptgürtel         |
| 0(9450) 1998 BT1   | Hauptgürtel         |
| (18607) 1998 BT33  | Hauptgürtel         |
| (18608) 1998 BU45  | Hauptgürtel         |
| (16876) 1998 BV6   | Hauptgürtel         |
| (10630) 1998 BV12  | Hauptgürtel         |
| (16877) 1998 BW6   | Hauptgürtel         |
| (16880) 1998 BW11  | Hauptgürtel         |
| (16885) 1998 BX25  | Hauptgürtel         |
| (17739) 1998 BY15  | Hauptgürtel         |
| (15956) 1998 BY24  | Hauptgürtel         |
| (16872) 1998 BZ    | Hauptgürtel         |
| (15961) 1998 CC1   | Hauptgürtel         |
| (19385) 1998 CE4   | Hauptgürtel         |
| (18612) 1998 CK3   | Hauptgürtel         |
| (15962) 1998 CM2   | Hauptgürtel         |
| (11676) 1998 CQ2   | Hauptgürtel         |
| (10632) 1998 CV1   | äußerer Hauptgürtel |
| (19387) 1998 DA2   | Hauptgürtel         |
| (19394) 1998 DA34  | Hauptgürtel         |
| (17758) 1998 DC18  | Hauptgürtel         |
| (10933) 1998 DC24  | Hauptgürtel         |
| (18618) 1998 DD10  | Hauptgürtel         |
| (18621) 1998 DD12  | Hauptgürtel         |
| (19389) 1998 DD14  | Hauptgürtel         |
| (16903) 1998 DD15  | Hauptgürtel         |
| (11165) 1998 DE5   | Hauptgürtel         |
| (16910) 1998 DE34  | Hauptgürtel         |
| (18619) 1998 DG10  | Hauptgürtel         |
| (17757) 1998 DG15  | Hauptgürtel         |
| (16897) 1998 DH10  | Hauptgürtel         |
| (18615) 1998 DJ5   | Hauptgürtel         |
| (16898) 1998 DJ10  | Hauptgürtel         |
| (18628) 1998 DJ33  | Hauptgürtel         |
| (16899) 1998 DK10  | Hauptgürtel         |
| (19390) 1998 DK14  | Hauptgürtel         |
| (15966) 1998 DL13  | Hauptgürtel         |
| (17752) 1998 DM4   | Hauptgürtel         |
| (17756) 1998 DM13  | Hauptgürtel         |
| (18614) 1998 DN2   | Hauptgürtel         |
| (17751) 1998 DN3   | Hauptgürtel         |
| (17754) 1998 DN8   | Hauptgürtel         |
| (18622) 1998 DN13  | Hauptgürtel         |
| (16894) 1998 DP9   | Hauptgürtel         |
| (19388) 1998 DQ3   | Marsbahnkreuzer     |
| (16895) 1998 DQ9   | Hauptgürtel         |
| (16904) 1998 DQ15  | Hauptgürtel         |
| (18616) 1998 DR5   | Hauptgürtel         |
| 0(9120) 1998 DR8   | Hauptgürtel         |
| (19391) 1998 DR15  | Hauptgürtel         |
| (18613) 1998 DR    | Hauptgürtel         |
| (16893) 1998 DS3   | Hauptgürtel         |
| (16896) 1998 DS9   | Hauptgürtel         |
| (18620) 1998 DS10  | Marsbahnkreuzer     |
| (16907) 1998 DS29  | Hauptgürtel         |
| (12851) 1998 DT9   | Hauptgürtel         |
| (11680) 1998 DT11  | Hauptgürtel         |
| (16902) 1998 DT14  | Hauptgürtel         |
| (16905) 1998 DT21  | Hauptgürtel         |
| (19393) 1998 DT33  | Hauptgürtel         |
| (18630) 1998 DT34  | Hauptgürtel         |
| (17755) 1998 DU11  | Hauptgürtel         |
| (17760) 1998 DU33  | Hauptgürtel         |
| (12058) 1998 DV11  | Hauptgürtel         |
| (17761) 1998 DV34  | Hauptgürtel         |
| (17749) 1998 DW1   | Hauptgürtel         |
| (11164) 1998 DW2   | Hauptgürtel         |
| (11677) 1998 DY4   | Hauptgürtel         |
| (17762) 1998 DY34  | Hauptgürtel         |
| (17750) 1998 DZ1   | Hauptgürtel         |
| (15416) 1998 DZ2   | Hauptgürtel         |
| (17753) 1998 DZ5   | Hauptgürtel         |
| (18625) 1998 DZ13  | Hauptgürtel         |
| (18629) 1998 DZ33  | Hauptgürtel         |
| (10935) 1998 EC    | Hauptgürtel         |
| (18646) 1998 ED21  | Hauptgürtel         |
| (18640) 1998 EF9   | Hauptgürtel         |
| (18642) 1998 EF12  | Hauptgürtel         |
| (18641) 1998 EG10  | Hauptgürtel         |
| (19402) 1998 EG14  | Marsbahnkreuzer     |
| (17763) 1998 EG    | Hauptgürtel         |
| (17767) 1998 EJ6   | Hauptgürtel         |
| (16913) 1998 EK9   | Hauptgürtel         |
| (16911) 1998 EL6   | Hauptgürtel         |
| (17769) 1998 EM9   | Hauptgürtel         |
| (18645) 1998 EM19  | Hauptgürtel         |
| (11362) 1998 EN9   | Hauptgürtel         |
| (19399) 1998 EP10  | Hauptgürtel         |
| (17772) 1998 EP13  | Hauptgürtel         |
| (14565) 1998 EQ10  | Hauptgürtel         |
| (16914) 1998 ER13  | Hauptgürtel         |
| (17774) 1998 ER14  | Hauptgürtel         |
| (17766) 1998 ES3   | Hauptgürtel         |
| (19401) 1998 ES11  | Hauptgürtel         |
| (18633) 1998 EU    | Hauptgürtel         |
| (19396) 1998 EV1   | Hauptgürtel         |
| (17773) 1998 EX13  | Hauptgürtel         |
| (18644) 1998 EX14  | Hauptgürtel         |
| (17765) 1998 EZ2   | Hauptgürtel         |
| (19403) 1998 FA1   | Hauptgürtel         |
| (19409) 1998 FA12  | Hauptgürtel         |
| (17802) 1998 FA71  | Hauptgürtel         |
| (16934) 1998 FA91  | Hauptgürtel         |
| (18687) 1998 FA120 | Hauptgürtel         |
| (18688) 1998 FA123 | äußerer Hauptgürtel |
| (12062) 1998 FB10  | Hauptgürtel         |
| (16917) 1998 FB29  | Hauptgürtel         |
| (11171) 1998 FB42  | Hauptgürtel         |
| (16923) 1998 FB61  | Hauptgürtel         |
| (16925) 1998 FB63  | Hauptgürtel         |
| 0(9457) 1998 FB75  | Hauptgürtel         |
| (18683) 1998 FB111 | Hauptgürtel         |
| (19412) 1998 FC24  | Hauptgürtel         |
| 0(8953) 1998 FC61  | Hauptgürtel         |
| (17798) 1998 FC63  | äußerer Hauptgürtel |
| (13233) 1998 FC66  | Hauptgürtel         |
| (12080) 1998 FC111 | Hauptgürtel         |
| (18652) 1998 FD15  | Hauptgürtel         |
| (17782) 1998 FD26  | Hauptgürtel         |
| (18657) 1998 FE30  | Hauptgürtel         |
| (19445) 1998 FE112 | Hauptgürtel         |
| (17818) 1998 FE118 | Hauptgürtel         |
| (19449) 1998 FE125 | Hauptgürtel         |
| (16918) 1998 FF32  | äußerer Hauptgürtel |
| (16919) 1998 FF35  | Hauptgürtel         |
| (18667) 1998 FF62  | Hauptgürtel         |
| (16928) 1998 FF70  | Hauptgürtel         |
| (17800) 1998 FG66  | Hauptgürtel         |
| (18674) 1998 FG69  | Hauptgürtel         |
| (16932) 1998 FG88  | Hauptgürtel         |
| (11181) 1998 FG118 | Hauptgürtel         |
| (12060) 1998 FH2   | Hauptgürtel         |
| (12063) 1998 FH11  | Hauptgürtel         |
| (16926) 1998 FH63  | Hauptgürtel         |
| (18673) 1998 FH66  | äußerer Hauptgürtel |
| (17804) 1998 FH71  | Hauptgürtel         |
| (11177) 1998 FH77  | Hauptgürtel         |
| (17775) 1998 FH    | Hauptgürtel         |
| (17811) 1998 FH105 | Hauptgürtel         |
| (18682) 1998 FH107 | Hauptgürtel         |
| (17812) 1998 FH109 | Hauptgürtel         |
| (17814) 1998 FH113 | Hauptgürtel         |
| (12081) 1998 FH115 | Hauptgürtel         |
| (17789) 1998 FJ49  | Hauptgürtel         |
| 0(9455) 1998 FJ56  | Hauptgürtel         |
| (19427) 1998 FJ66  | Hauptgürtel         |
| (12495) 1998 FJ    | Hauptgürtel         |
| (16936) 1998 FJ112 | Hauptgürtel         |
| (19455) 1998 FJ145 | Hauptgürtel         |
| (17819) 1998 FK118 | Hauptgürtel         |
| (18660) 1998 FL34  | Hauptgürtel         |
| (17786) 1998 FL36  | Hauptgürtel         |
| (19418) 1998 FL49  | Hauptgürtel         |
| (16924) 1998 FL61  | Hauptgürtel         |
| 0(8746) 1998 FL68  | Hauptgürtel         |
| (19432) 1998 FL71  | Hauptgürtel         |
| (15974) 1998 FL103 | Hauptgürtel         |
| (11699) 1998 FL105 | Hauptgürtel         |
| (17813) 1998 FL109 | Hauptgürtel         |
| (18685) 1998 FL117 | Hauptgürtel         |
| (19406) 1998 FM10  | Hauptgürtel         |
| (19408) 1998 FM11  | Hauptgürtel         |
| (16916) 1998 FM15  | Hauptgürtel         |
| (15972) 1998 FM27  | Hauptgürtel         |
| (11687) 1998 FM40  | Hauptgürtel         |
| (13232) 1998 FM54  | Hauptgürtel         |
| (17796) 1998 FM62  | Hauptgürtel         |
| (15973) 1998 FM85  | Hauptgürtel         |
| (17810) 1998 FM100 | Hauptgürtel         |
| (12510) 1998 FM121 | Hauptgürtel         |
| (17822) 1998 FM135 | Hauptgürtel         |
| (10936) 1998 FN11  | Hauptgürtel         |
| (17790) 1998 FN49  | Hauptgürtel         |
| (17791) 1998 FN54  | Hauptgürtel         |
| (19435) 1998 FN75  | Hauptgürtel         |
| (12505) 1998 FN77  | Hauptgürtel         |
| 0(8956) 1998 FN119 | Hauptgürtel         |
| (16938) 1998 FN121 | Hauptgürtel         |
| (19404) 1998 FO5   | Hauptgürtel         |
| (11683) 1998 FO11  | Hauptgürtel         |
| (11168) 1998 FO15  | Hauptgürtel         |
| (17783) 1998 FO29  | Hauptgürtel         |
| (13695) 1998 FO52  | Hauptgürtel         |
| (17793) 1998 FO58  | Hauptgürtel         |
| (17797) 1998 FO62  | Hauptgürtel         |
| (12502) 1998 FO68  | Hauptgürtel         |
| (16931) 1998 FO75  | Hauptgürtel         |
| (18651) 1998 FP11  | Hauptgürtel         |
| (19414) 1998 FP32  | Hauptgürtel         |
| (19451) 1998 FP125 | Hauptgürtel         |
| (12497) 1998 FQ14  | Hauptgürtel         |
| 0(9456) 1998 FQ67  | Hauptgürtel         |
| (18654) 1998 FR22  | Hauptgürtel         |
| (12499) 1998 FR47  | Hauptgürtel         |
| (17792) 1998 FR56  | Hauptgürtel         |
| (16922) 1998 FR57  | äußerer Hauptgürtel |
| 0(9124) 1998 FR60  | Hauptgürtel         |
| (17809) 1998 FR78  | äußerer Hauptgürtel |
| 0(8955) 1998 FR79  | Hauptgürtel         |
| (16937) 1998 FR117 | Hauptgürtel         |
| (18655) 1998 FS26  | Hauptgürtel         |
| (19431) 1998 FS70  | Hauptgürtel         |
| (18678) 1998 FS85  | Hauptgürtel         |
| (12082) 1998 FS118 | Hauptgürtel         |
| (19405) 1998 FT8   | Hauptgürtel         |
| (17778) 1998 FT11  | Hauptgürtel         |
| (17787) 1998 FT39  | äußerer Hauptgürtel |
| (17788) 1998 FT41  | Hauptgürtel         |
| (18666) 1998 FT53  | Hauptgürtel         |
| (11172) 1998 FT54  | Hauptgürtel         |
| 0(9125) 1998 FT62  | Hauptgürtel         |
| (12076) 1998 FT70  | Hauptgürtel         |
| (11700) 1998 FT115 | Hauptgürtel         |
| (17817) 1998 FU116 | Hauptgürtel         |
| (19422) 1998 FV56  | Hauptgürtel         |
| (11692) 1998 FV67  | Hauptgürtel         |
| (17808) 1998 FV74  | Hauptgürtel         |
| (16933) 1998 FV88  | Hauptgürtel         |
| 0(8748) 1998 FV113 | Hauptgürtel         |
| (18648) 1998 FW9   | Hauptgürtel         |
| (15975) 1998 FW108 | äußerer Hauptgürtel |
| (18684) 1998 FW116 | Hauptgürtel         |
| (18650) 1998 FX10  | Hauptgürtel         |
| (12066) 1998 FX39  | Hauptgürtel         |
| (16927) 1998 FX68  | äußerer Hauptgürtel |
| (16935) 1998 FX111 | Hauptgürtel         |
| (11684) 1998 FY11  | Hauptgürtel         |
| (17780) 1998 FY13  | Hauptgürtel         |
| (11175) 1998 FY67  | äußerer Hauptgürtel |
| (17816) 1998 FY113 | Hauptgürtel         |
| (15976) 1998 FY119 | Hauptgürtel         |
| (16921) 1998 FZ52  | Hauptgürtel         |
| (15419) 1998 FZ62  | Hauptgürtel         |
| (18677) 1998 FZ83  | Hauptgürtel         |
| (12853) 1998 FZ97  | Hauptgürtel         |
| (12507) 1998 FZ109 | Hauptgürtel         |
| (18686) 1998 FZ119 | Hauptgürtel         |
| (17820) 1998 FZ125 | äußerer Hauptgürtel |
| (11183) 1998 GB7   | Hauptgürtel         |
| (18690) 1998 GB10  | Hauptgürtel         |
| (16940) 1998 GC3   | Hauptgürtel         |
| (17824) 1998 GF    | innerer Hauptgürtel |
| (11366) 1998 GL9   | Hauptgürtel         |
| (11182) 1998 GM6   | Hauptgürtel         |
| (11705) 1998 GN7   | Hauptgürtel         |
| (17825) 1998 GQ8   | Hauptgürtel         |
| (16941) 1998 GR7   | Hauptgürtel         |
| (12854) 1998 HA13  | Hauptgürtel         |
| (16942) 1998 HA34  | Hauptgürtel         |
| (19483) 1998 HA116 | Hauptgürtel         |
| (16948) 1998 HA133 | Hauptgürtel         |
| (18696) 1998 HB34  | Hauptgürtel         |
| (18701) 1998 HB57  | Hauptgürtel         |
| (17846) 1998 HB115 | Hauptgürtel         |
| 0(9462) 1998 HC37  | Hauptgürtel         |
| (13237) 1998 HC98  | Hauptgürtel         |
| (11186) 1998 HC120 | Hauptgürtel         |
| (19485) 1998 HC122 | Hauptgürtel         |
| (18721) 1998 HC146 | äußerer Hauptgürtel |
| (19490) 1998 HC150 | Hauptgürtel         |
| (16945) 1998 HD46  | Hauptgürtel         |
| (17843) 1998 HD99  | Hauptgürtel         |
| (18691) 1998 HE1   | Hauptgürtel         |
| (11721) 1998 HE100 | Hauptgürtel         |
| (18715) 1998 HE121 | Hauptgürtel         |
| (13236) 1998 HF96  | Hauptgürtel         |
| (18710) 1998 HF100 | Hauptgürtel         |
| 0(9245) 1998 HF101 | Hauptgürtel         |
| (18722) 1998 HF148 | Hauptgürtel         |
| (17840) 1998 HG96  | äußerer Hauptgürtel |
| (19479) 1998 HG97  | Hauptgürtel         |
| (19491) 1998 HG153 | Hauptgürtel         |
| (18695) 1998 HH27  | Hauptgürtel         |
| (12523) 1998 HH100 | Hauptgürtel         |
| (18719) 1998 HH138 | Hauptgürtel         |
| (18692) 1998 HJ14  | Hauptgürtel         |
| (19474) 1998 HJ80  | äußerer Hauptgürtel |
| (17838) 1998 HJ94  | Hauptgürtel         |
| (19480) 1998 HJ100 | Hauptgürtel         |
| (18718) 1998 HJ128 | Hauptgürtel         |
| (13697) 1998 HJ133 | Hauptgürtel         |
| (17828) 1998 HK8   | Hauptgürtel         |
| (19471) 1998 HK52  | Hauptgürtel         |
| (18700) 1998 HK54  | Hauptgürtel         |
| (17834) 1998 HL43  | Hauptgürtel         |
| (19472) 1998 HL52  | Hauptgürtel         |
| (18711) 1998 HL100 | Hauptgürtel         |
| 0(9464) 1998 HL117 | Hauptgürtel         |
| (12096) 1998 HL120 | Hauptgürtel         |
| (17849) 1998 HL134 | Hauptgürtel         |
| (19489) 1998 HL149 | Hauptgürtel         |
| (19459) 1998 HM11  | Hauptgürtel         |
| (12518) 1998 HM52  | Hauptgürtel         |
| (18713) 1998 HM114 | Hauptgürtel         |
| (18703) 1998 HN68  | äußerer Hauptgürtel |
| (17839) 1998 HN95  | Hauptgürtel         |
| (18712) 1998 HN108 | Hauptgürtel         |
| (11368) 1998 HN115 | Hauptgürtel         |
| (17833) 1998 HO42  | Hauptgürtel         |
| (19468) 1998 HO45  | Hauptgürtel         |
| (16943) 1998 HP42  | Hauptgürtel         |
| (18694) 1998 HQ24  | Hauptgürtel         |
| (17837) 1998 HQ92  | äußerer Hauptgürtel |
| (18714) 1998 HQ114 | Hauptgürtel         |
| (17847) 1998 HQ115 | Hauptgürtel         |
| (17830) 1998 HR35  | Hauptgürtel         |
| (11722) 1998 HR115 | Hauptgürtel         |
| (17848) 1998 HR133 | Hauptgürtel         |
| (17850) 1998 HR150 | Hauptgürtel         |
| (18693) 1998 HS19  | Hauptgürtel         |
| (11185) 1998 HS100 | Hauptgürtel         |
| (16949) 1998 HS133 | Hauptgürtel         |
| (11708) 1998 HT19  | Hauptgürtel         |
| (12521) 1998 HT95  | Hauptgürtel         |
| (11723) 1998 HT125 | Hauptgürtel         |
| (13696) 1998 HU43  | Hauptgürtel         |
| (11717) 1998 HU94  | äußerer Hauptgürtel |
| (9129) 1998 HU144  | Hauptgürtel         |
| (19469) 1998 HV45  | Hauptgürtel         |
| (12520) 1998 HV78  | Marsbahnkreuzer     |
| (18706) 1998 HV93  | Hauptgürtel         |
| (18716) 1998 HV121 | Hauptgürtel         |
| (12098) 1998 HV122 | Hauptgürtel         |
| (19460) 1998 HW13  | Hauptgürtel         |
| (17827) 1998 HW    | Hauptgürtel         |
| (19486) 1998 HW122 | Hauptgürtel         |
| (17829) 1998 HX32  | Hauptgürtel         |
| (12090) 1998 HX36  | Hauptgürtel         |
| (18705) 1998 HX88  | äußerer Hauptgürtel |
| (19481) 1998 HX101 | Hauptgürtel         |
| (17845) 1998 HY112 | Hauptgürtel         |
| (17841) 1998 HZ96  | Hauptgürtel         |
| (18717) 1998 HZ127 | Hauptgürtel         |
| (17854) 1998 JC4   | Hauptgürtel         |
| (12858) 1998 JD2   | Hauptgürtel         |
| (17852) 1998 JN1   | Hauptgürtel         |
| (18723) 1998 JO1   | äußerer Hauptgürtel |
| (16950) 1998 JQ    | Hauptgürtel         |
| (19492) 1998 JT    | Hauptgürtel         |
| (18724) 1998 JV1   | Hauptgürtel         |
| 0(9131) 1998 JV    | Hauptgürtel         |
| (19493) 1998 JY1   | Hauptgürtel         |
| (12105) 1998 KA10  | Hauptgürtel         |
| (19502) 1998 KB51  | Hauptgürtel         |
| (18726) 1998 KC2   | Marsbahnkreuzer     |
| (19501) 1998 KC50  | Hauptgürtel         |
| (11729) 1998 KD22  | Hauptgürtel         |
| (17867) 1998 KD46  | äußerer Hauptgürtel |
| (11188) 1998 KD50  | äußerer Hauptgürtel |
| (12109) 1998 KD51  | Hauptgürtel         |
| (19503) 1998 KE65  | Hauptgürtel         |
| (13698) 1998 KF35  | Hauptgürtel         |
| (11731) 1998 KF47  | äußerer Hauptgürtel |
| (19498) 1998 KG38  | Hauptgürtel         |
| (11733) 1998 KJ52  | Hauptgürtel         |
| (17864) 1998 KK38  | Hauptgürtel         |
| (12528) 1998 KL31  | Hauptgürtel         |
| (12865) 1998 KL55  | Hauptgürtel         |
| (12110) 1998 KL56  | Hauptgürtel         |
| (12103) 1998 KL    | Hauptgürtel         |
| (11734) 1998 KM55  | Hauptgürtel         |
| (17861) 1998 KN24  | äußerer Hauptgürtel |
| (17863) 1998 KN30  | Hauptgürtel         |
| (11735) 1998 KN56  | Hauptgürtel         |
| (18732) 1998 KP19  | äußerer Hauptgürtel |
| 0(9467) 1998 KQ47  | Hauptgürtel         |
| (12531) 1998 KQ51  | Hauptgürtel         |
| (13242) 1998 KR44  | Hauptgürtel         |
| (17865) 1998 KS39  | Hauptgürtel         |
| (17862) 1998 KT28  | Hauptgürtel         |
| (16954) 1998 KT48  | Hauptgürtel         |
| (16955) 1998 KU48  | Hauptgürtel         |
| (18733) 1998 KV31  | Hauptgürtel         |
| (12862) 1998 KV37  | Hauptgürtel         |
| (17866) 1998 KV45  | Hauptgürtel         |
| (17868) 1998 KW46  | Hauptgürtel         |
| (12532) 1998 KW54  | Hauptgürtel         |
| (11732) 1998 KX48  | Hauptgürtel         |
| (13243) 1998 KZ47  | Hauptgürtel         |

| L bis Z            | L bis Z                  |
| Nummer und Name    | Orbittyp                 |
| ------------------ | ------------------------ |
| (19508) 1998 MC17  | Hauptgürtel              |
| (19511) 1998 MC45  | Hauptgürtel              |
| (19505) 1998 MC    | Hauptgürtel              |
| (12536) 1998 MD33  | Hauptgürtel              |
| (13245) 1998 MM19  | innerer Hauptgürtel      |
| (19506) 1998 MN4   | Hauptgürtel              |
| 0(9247) 1998 MO19  | Hauptgürtel              |
| (16956) 1998 MQ11  | Jupiter-Trojaner         |
| (19510) 1998 MV42  | Hauptgürtel              |
| (19507) 1998 MZ13  | Hauptgürtel              |
| (18736) 1998 NU    | Amor-Typ                 |
| (14108) 1998 OA13  | Hauptgürtel              |
| (13702) 1998 OE7   | Hauptgürtel              |
| (13255) 1998 OH14  | Hauptgürtel              |
| (12538) 1998 OH    | Apollo-Typ               |
| (14109) 1998 OM14  | Hauptgürtel              |
| (13252) 1998 ON1   | Hauptgürtel              |
| (16957) 1998 ON13  | Hauptgürtel              |
| (12875) 1998 QA2   | Hauptgürtel              |
| (14110) 1998 QA23  | Hauptgürtel              |
| (12554) 1998 QA47  | Hauptgürtel              |
| (14123) 1998 QA56  | Hauptgürtel              |
| (14127) 1998 QA91  | Hauptgürtel              |
| (13711) 1998 QB26  | Hauptgürtel              |
| (14569) 1998 QB32  | äußerer Hauptgürtel      |
| (13284) 1998 QB52  | Hauptgürtel              |
| (12559) 1998 QB69  | äußerer Hauptgürtel      |
| (11375) 1998 QB74  | Hauptgürtel              |
| (19514) 1998 QB75  | Hauptgürtel              |
| (14132) 1998 QB106 | Hauptgürtel              |
| 0(9475) 1998 QC19  | Hauptgürtel              |
| (13728) 1998 QC98  | Hauptgürtel              |
| (14113) 1998 QD32  | Hauptgürtel              |
| (14117) 1998 QD42  | Hauptgürtel              |
| (13709) 1998 QE13  | Hauptgürtel              |
| (16959) 1998 QE17  | Hauptgürtel              |
| (12892) 1998 QE52  | Hauptgürtel              |
| (15424) 1998 QE100 | Hauptgürtel              |
| (13706) 1998 QF3   | Hauptgürtel              |
| (14118) 1998 QF45  | Hauptgürtel              |
| (19516) 1998 QF80  | Hauptgürtel              |
| (12886) 1998 QG35  | Hauptgürtel              |
| (12890) 1998 QG43  | Hauptgürtel              |
| (13291) 1998 QH77  | äußerer Hauptgürtel      |
| (15013) 1998 QH93  | Hauptgürtel              |
| (12114) 1998 QJ8   | Hauptgürtel              |
| (12546) 1998 QJ21  | Hauptgürtel              |
| (10414) 1998 QJ37  | Hauptgürtel              |
| 0(9675) 1998 QK36  | Hauptgürtel              |
| (10636) 1998 QK56  | Apollo-Typ               |
| (13289) 1998 QK75  | Hauptgürtel              |
| (15978) 1998 QL1   | Hauptgürtel              |
| (12547) 1998 QL22  | Hauptgürtel              |
| (11737) 1998 QL24  | Hauptgürtel              |
| (13712) 1998 QL30  | Hauptgürtel              |
| (12884) 1998 QL34  | Hauptgürtel              |
| (15010) 1998 QL92  | Hauptgürtel              |
| (12543) 1998 QM5   | Hauptgürtel              |
| (19515) 1998 QM76  | Hauptgürtel              |
| (15011) 1998 QM92  | Hauptgürtel              |
| (19513) 1998 QN7   | äußerer Hauptgürtel      |
| (12879) 1998 QN18  | Hauptgürtel              |
| (13713) 1998 QN30  | Hauptgürtel              |
| (12894) 1998 QN73  | Hauptgürtel              |
| (13290) 1998 QN75  | Hauptgürtel              |
| (14577) 1998 QN93  | Hauptgürtel              |
| (14131) 1998 QN105 | Hauptgürtel              |
| (12549) 1998 QO26  | äußerer Hauptgürtel      |
| (14578) 1998 QO93  | Hauptgürtel              |
| (13293) 1998 QO104 | Hauptgürtel              |
| (12887) 1998 QP35  | Hauptgürtel              |
| (13276) 1998 QP40  | Hauptgürtel              |
| (15422) 1998 QP45  | Hauptgürtel              |
| (12555) 1998 QP47  | Hauptgürtel              |
| (12551) 1998 QQ39  | Hauptgürtel              |
| (12552) 1998 QQ45  | Hauptgürtel              |
| (14130) 1998 QQ103 | Hauptgürtel              |
| (12550) 1998 QR30  | Hauptgürtel              |
| (10235) 1998 QR37  | Hauptgürtel              |
| (12888) 1998 QR42  | Hauptgürtel              |
| (15423) 1998 QR91  | Hauptgürtel              |
| (13707) 1998 QS9   | Hauptgürtel              |
| (12882) 1998 QS31  | äußerer Hauptgürtel      |
| (16960) 1998 QS52  | Apollo-Typ               |
| (15012) 1998 QS92  | Hauptgürtel              |
| (14125) 1998 QT62  | Hauptgürtel              |
| (19512) 1998 QU2   | Hauptgürtel              |
| (13708) 1998 QU9   | Hauptgürtel              |
| (13719) 1998 QU45  | Hauptgürtel              |
| (13720) 1998 QU50  | äußerer Hauptgürtel      |
| (13727) 1998 QU90  | Hauptgürtel              |
| (13263) 1998 QV22  | Hauptgürtel              |
| (13277) 1998 QV40  | Hauptgürtel              |
| (12558) 1998 QV63  | Hauptgürtel              |
| (13288) 1998 QV67  | Hauptgürtel              |
| (13726) 1998 QV89  | Hauptgürtel              |
| (15979) 1998 QW34  | Hauptgürtel              |
| (12889) 1998 QW42  | Hauptgürtel              |
| (13287) 1998 QW53  | Hauptgürtel              |
| (14580) 1998 QW101 | Hauptgürtel              |
| (12544) 1998 QX9   | Hauptgürtel              |
| (13270) 1998 QX35  | Hauptgürtel              |
| (14128) 1998 QX92  | Hauptgürtel              |
| (13725) 1998 QY55  | Hauptgürtel              |
| (14112) 1998 QZ25  | Hauptgürtel              |
| (14126) 1998 QZ90  | Hauptgürtel              |
| (14579) 1998 QZ99  | Hauptgürtel              |
| (13309) 1998 RA60  | Hauptgürtel              |
| (13311) 1998 RA68  | Hauptgürtel              |
| (12904) 1998 RB65  | äußerer Hauptgürtel      |
| (14137) 1998 RB71  | Hauptgürtel              |
| (15980) 1998 RC19  | Hauptgürtel              |
| (12560) 1998 RC58  | Hauptgürtel              |
| (13321) 1998 RC80  | Hauptgürtel              |
| (17871) 1998 RD58  | äußerer Hauptgürtel      |
| (16964) 1998 RD59  | Hauptgürtel              |
| (16963) 1998 RE2   | Hauptgürtel              |
| (13295) 1998 RE    | Hauptgürtel              |
| (13300) 1998 RF16  | Hauptgürtel              |
| (12901) 1998 RF50  | Hauptgürtel              |
| (13736) 1998 RF71  | Hauptgürtel              |
| (13731) 1998 RG49  | Hauptgürtel              |
| (15015) 1998 RG75  | Hauptgürtel              |
| (13314) 1998 RH71  | Hauptgürtel              |
| (13322) 1998 RH80  | Hauptgürtel              |
| (14133) 1998 RJ17  | Hauptgürtel              |
| (12905) 1998 RJ72  | Hauptgürtel              |
| (11738) 1998 RK72  | Hauptgürtel              |
| (14138) 1998 RL71  | Hauptgürtel              |
| (14590) 1998 RL80  | Hauptgürtel              |
| (14136) 1998 RM67  | Hauptgürtel              |
| (12899) 1998 RN13  | Hauptgürtel              |
| (14586) 1998 RN70  | Hauptgürtel              |
| (13304) 1998 RP47  | Hauptgürtel              |
| (13317) 1998 RQ77  | äußerer Hauptgürtel      |
| (14140) 1998 RS73  | Hauptgürtel              |
| (14581) 1998 RT4   | Marsbahnkreuzer          |
| (13306) 1998 RT58  | Hauptgürtel              |
| (13299) 1998 RU15  | Hauptgürtel              |
| (13737) 1998 RU76  | Hauptgürtel              |
| (13318) 1998 RV77  | Hauptgürtel              |
| (13296) 1998 RV    | Hauptgürtel              |
| (12902) 1998 RW52  | Hauptgürtel              |
| (14587) 1998 RW70  | Hauptgürtel              |
| (14585) 1998 RX64  | Hauptgürtel              |
| (14139) 1998 RX72  | Hauptgürtel              |
| (16965) 1998 RX79  | Hauptgürtel              |
| (13297) 1998 RX    | äußerer Hauptgürtel      |
| (13735) 1998 RZ67  | Hauptgürtel              |
| (12563) 1998 SA43  | Hauptgürtel              |
| (13754) 1998 SB63  | Hauptgürtel              |
| (14160) 1998 SB144 | Hauptgürtel              |
| (12115) 1998 SD2   | äußerer Hauptgürtel      |
| (11383) 1998 SD128 | Hauptgürtel              |
| (14610) 1998 SE146 | Hauptgürtel              |
| (13738) 1998 SF1   | Hauptgürtel              |
| (13342) 1998 SF127 | Hauptgürtel              |
| (13347) 1998 SF136 | Hauptgürtel              |
| (13348) 1998 SF138 | Hauptgürtel              |
| (13767) 1998 SF141 | Hauptgürtel              |
| (14142) 1998 SG10  | Hauptgürtel              |
| (12908) 1998 SG25  | Hauptgürtel              |
| (13749) 1998 SG49  | Hauptgürtel              |
| (13762) 1998 SG130 | Hauptgürtel              |
| (14607) 1998 SG132 | Hauptgürtel              |
| (13771) 1998 SG159 | Hauptgürtel              |
| (13741) 1998 SH10  | Hauptgürtel              |
| (14151) 1998 SJ73  | Hauptgürtel              |
| (12914) 1998 SJ141 | Hauptgürtel              |
| (13324) 1998 SK2   | Hauptgürtel              |
| (14603) 1998 SK115 | Hauptgürtel              |
| (13338) 1998 SK119 | Hauptgürtel              |
| (13759) 1998 SK123 | äußerer Hauptgürtel      |
| (15018) 1998 SM34  | Hauptgürtel              |
| (16966) 1998 SM63  | Hauptgürtel              |
| (14604) 1998 SM115 | Hauptgürtel              |
| (13340) 1998 SM123 | Hauptgürtel              |
| (15022) 1998 SM144 | Hauptgürtel              |
| (18738) 1998 SN22  | Hauptgürtel              |
| (13758) 1998 SN74  | Hauptgürtel              |
| (14608) 1998 SN135 | Hauptgürtel              |
| (15016) 1998 SO1   | Hauptgürtel              |
| (13763) 1998 SO135 | äußerer Hauptgürtel      |
| (14161) 1998 SO145 | Hauptgürtel              |
| (17872) 1998 SP22  | Hauptgürtel              |
| (14144) 1998 SQ22  | Hauptgürtel              |
| (14150) 1998 SQ65  | Hauptgürtel              |
| (13323) 1998 SQ    | Jupiter-Trojaner         |
| (13746) 1998 SR43  | Hauptgürtel              |
| (13755) 1998 SR70  | Hauptgürtel              |
| (12913) 1998 SR130 | Hauptgürtel              |
| (13747) 1998 SS43  | Hauptgürtel              |
| (13768) 1998 SS143 | Hauptgürtel              |
| (13756) 1998 ST72  | Hauptgürtel              |
| (13757) 1998 ST73  | Hauptgürtel              |
| (13331) 1998 SU52  | Jupiter-Trojaner         |
| (14601) 1998 SU73  | Hauptgürtel              |
| (14592) 1998 SV22  | Hauptgürtel              |
| (14599) 1998 SV64  | Hauptgürtel              |
| (14152) 1998 SV73  | Hauptgürtel              |
| (15428) 1998 SV128 | Hauptgürtel              |
| (14156) 1998 SV131 | Hauptgürtel              |
| (14159) 1998 SV141 | Hauptgürtel              |
| (13769) 1998 SV144 | Hauptgürtel              |
| (15426) 1998 SW43  | äußerer Hauptgürtel      |
| (14602) 1998 SW74  | Hauptgürtel              |
| (13345) 1998 SW132 | Hauptgürtel              |
| (14609) 1998 SW145 | Hauptgürtel              |
| (13742) 1998 SX22  | Hauptgürtel              |
| (14591) 1998 SZ21  | Hauptgürtel              |
| (11381) 1998 SZ115 | äußerer Hauptgürtel      |
| (11386) 1998 TA18  | Hauptgürtel              |
| (15024) 1998 TB    | Hauptgürtel              |
| (12917) 1998 TG16  | Jupiter-Trojaner         |
| (13354) 1998 TO15  | Hauptgürtel              |
| (13355) 1998 TP17  | Hauptgürtel              |
| (14615) 1998 TR5   | Hauptgürtel              |
| (16968) 1998 TT5   | Hauptgürtel              |
| (13353) 1998 TU12  | Jupiter-Trojaner         |
| (14162) 1998 TV1   | Hauptgürtel              |
| (14614) 1998 TX2   | Hauptgürtel              |
| (13356) 1998 TX17  | äußerer Hauptgürtel      |
| (13773) 1998 TY17  | Hauptgürtel              |
| (15429) 1998 UA23  | Hauptgürtel              |
| (11387) 1998 UA37  | Hauptgürtel              |
| (13359) 1998 UC4   | Hauptgürtel              |
| (13360) 1998 UD8   | Hauptgürtel              |
| (15027) 1998 UF8   | Hauptgürtel              |
| (12918) 1998 UF21  | Hauptgürtel              |
| (13790) 1998 UF31  | Jupiter-Trojaner         |
| (13369) 1998 UF37  | Hauptgürtel              |
| (14625) 1998 UH31  | Hauptgürtel              |
| (13783) 1998 UJ20  | Hauptgürtel              |
| (13776) 1998 UK1   | Hauptgürtel              |
| (14618) 1998 UK7   | Hauptgürtel              |
| (13364) 1998 UK20  | Hauptgürtel              |
| (14167) 1998 UL8   | Hauptgürtel              |
| (15028) 1998 UL23  | Hauptgürtel              |
| (13361) 1998 UM8   | Hauptgürtel              |
| (13782) 1998 UM18  | Jupiter-Trojaner         |
| (14622) 1998 UN18  | Hauptgürtel              |
| (13784) 1998 UN20  | Hauptgürtel              |
| (13787) 1998 UN23  | Hauptgürtel              |
| (13781) 1998 UO15  | Hauptgürtel              |
| (15981) 1998 UP6   | Hauptgürtel              |
| (14620) 1998 UP15  | Hauptgürtel              |
| (14626) 1998 UP39  | Hauptgürtel              |
| (13362) 1998 UQ16  | Jupiter-Trojaner         |
| (15431) 1998 UQ32  | Hauptgürtel              |
| (14168) 1998 UR15  | Hauptgürtel              |
| (13363) 1998 UR16  | Hauptgürtel              |
| (13785) 1998 UR20  | Hauptgürtel              |
| (15430) 1998 UR31  | Hauptgürtel              |
| (13778) 1998 US7   | Hauptgürtel              |
| (13366) 1998 US24  | Jupiter-Trojaner         |
| (13786) 1998 UV20  | Hauptgürtel              |
| (13779) 1998 UY7   | Hauptgürtel              |
| (14166) 1998 UZ6   | Hauptgürtel              |
| (13780) 1998 UZ8   | Jupiter-Trojaner         |
| (14169) 1998 UZ24  | Hauptgürtel              |
| (13789) 1998 UZ28  | Hauptgürtel              |
| (14165) 1998 UZ    | Hauptgürtel              |
| (15982) 1998 VA4   | Hauptgürtel              |
| (15432) 1998 VA5   | Hauptgürtel              |
| (11391) 1998 VA35  | Hauptgürtel              |
| (12919) 1998 VB6   | Hauptgürtel              |
| (13796) 1998 VB26  | Hauptgürtel              |
| (14176) 1998 VB28  | Hauptgürtel              |
| (15029) 1998 VC5   | Hauptgürtel              |
| (12569) 1998 VC29  | Hauptgürtel              |
| (13799) 1998 VC34  | Hauptgürtel              |
| (13791) 1998 VC    | Hauptgürtel              |
| (13794) 1998 VD5   | Hauptgürtel              |
| (14636) 1998 VD44  | Hauptgürtel              |
| (14634) 1998 VE37  | Hauptgürtel              |
| (14170) 1998 VF6   | Hauptgürtel              |
| (20424) 1998 VF30  | Jupiter-Trojaner         |
| (13378) 1998 VF35  | Hauptgürtel              |
| (11390) 1998 VG15  | Hauptgürtel              |
| (13371) 1998 VH5   | Hauptgürtel              |
| (13375) 1998 VH26  | Hauptgürtel              |
| (18740) 1998 VH31  | Hauptgürtel              |
| (14178) 1998 VK30  | Hauptgürtel              |
| (13373) 1998 VL7   | Hauptgürtel              |
| (14173) 1998 VL9   | Hauptgürtel              |
| (12920) 1998 VM15  | äußerer Hauptgürtel      |
| (13377) 1998 VN33  | Hauptgürtel              |
| (14171) 1998 VO6   | Hauptgürtel              |
| (14175) 1998 VO18  | Hauptgürtel              |
| (14635) 1998 VO38  | Hauptgürtel              |
| (13795) 1998 VP20  | Hauptgürtel              |
| (15433) 1998 VQ7   | Hauptgürtel              |
| (13797) 1998 VQ27  | Hauptgürtel              |
| (14630) 1998 VQ31  | Hauptgürtel              |
| (13800) 1998 VR36  | Hauptgürtel              |
| (15435) 1998 VS28  | Hauptgürtel              |
| (15437) 1998 VS35  | Hauptgürtel              |
| (13374) 1998 VT10  | Hauptgürtel              |
| (14629) 1998 VT30  | Hauptgürtel              |
| (11388) 1998 VU4   | äußerer Hauptgürtel      |
| (13372) 1998 VU6   | Jupiter-Trojaner         |
| (14177) 1998 VU29  | Hauptgürtel              |
| (15436) 1998 VU30  | Jupiter-Trojaner         |
| (16970) 1998 VV2   | äußerer Hauptgürtel      |
| (11389) 1998 VV5   | Hauptgürtel              |
| (10240) 1998 VW34  | Hauptgürtel              |
| (14628) 1998 VX18  | Hauptgürtel              |
| (15033) 1998 VY29  | Jupiter-Trojaner         |
| (14633) 1998 VY34  | Hauptgürtel              |
| (14183) 1998 WA18  | Hauptgürtel              |
| (10417) 1998 WA23  | Hauptgürtel              |
| (14184) 1998 WA32  | Hauptgürtel              |
| (18741) 1998 WB6   | Hauptgürtel              |
| (19519) 1998 WB8   | Hauptgürtel              |
| (14641) 1998 WC6   | Hauptgürtel              |
| (19520) 1998 WC24  | Hauptgürtel              |
| (14640) 1998 WF4   | Hauptgürtel              |
| (14642) 1998 WF24  | Hauptgürtel              |
| (16971) 1998 WJ3   | Hauptgürtel              |
| (15441) 1998 WJ9   | Hauptgürtel              |
| (13381) 1998 WJ17  | äußerer Hauptgürtel      |
| (14639) 1998 WK3   | Hauptgürtel              |
| (16972) 1998 WK11  | Hauptgürtel              |
| (15983) 1998 WM1   | Hauptgürtel              |
| (15984) 1998 WM7   | Hauptgürtel              |
| (15443) 1998 WM19  | Hauptgürtel              |
| (14637) 1998 WN1   | Hauptgürtel              |
| (15442) 1998 WN11  | Jupiter-Trojaner         |
| (15039) 1998 WN16  | Hauptgürtel              |
| (14638) 1998 WQ1   | Hauptgürtel              |
| (15038) 1998 WQ6   | Hauptgürtel              |
| (13802) 1998 WR3   | Hauptgürtel              |
| (16974) 1998 WR21  | Jupiter-Trojaner         |
| (15035) 1998 WS3   | Hauptgürtel              |
| (15444) 1998 WT23  | Hauptgürtel              |
| (33342) 1998 WT24  | Aten-Typ                 |
| (13803) 1998 WU10  | Hauptgürtel              |
| (15439) 1998 WV1   | Hauptgürtel              |
| (12570) 1998 WV5   | Hauptgürtel              |
| (12922) 1998 WW19  | Hauptgürtel              |
| 1998 WW31          | Transneptunisches Objekt |
| (15440) 1998 WX4   | Jupiter-Trojaner         |
| (13379) 1998 WX9   | Jupiter-Trojaner         |
| (14180) 1998 WY5   | Hauptgürtel              |
| (12921) 1998 WZ5   | Jupiter-Trojaner         |
| (10418) 1998 WZ23  | Hauptgürtel              |
| (14192) 1998 XA33  | Hauptgürtel              |
| (15049) 1998 XA90  | Hauptgürtel              |
| (10419) 1998 XB4   | Hauptgürtel              |
| (13382) 1998 XC4   | Hauptgürtel              |
| (15040) 1998 XC    | Hauptgürtel              |
| (14195) 1998 XD51  | äußerer Hauptgürtel      |
| (15453) 1998 XD96  | Hauptgürtel              |
| (13807) 1998 XE13  | Hauptgürtel              |
| (15445) 1998 XE    | Hauptgürtel              |
| (14647) 1998 XG48  | Hauptgürtel              |
| (15047) 1998 XG49  | Hauptgürtel              |
| (13384) 1998 XG79  | Hauptgürtel              |
| (13386) 1998 XG80  | Hauptgürtel              |
| (14196) 1998 XH59  | Hauptgürtel              |
| (13809) 1998 XJ40  | Hauptgürtel              |
| (11393) 1998 XJ53  | Hauptgürtel              |
| (15989) 1998 XK39  | Hauptgürtel              |
| (15451) 1998 XK42  | Hauptgürtel              |
| (14197) 1998 XK72  | Hauptgürtel              |
| (11394) 1998 XL77  | Hauptgürtel              |
| (13805) 1998 XN3   | Hauptgürtel              |
| (14646) 1998 XO28  | Hauptgürtel              |
| (13385) 1998 XO79  | Jupiter-Trojaner         |
| (14188) 1998 XP11  | Hauptgürtel              |
| (13811) 1998 XP92  | Hauptgürtel              |
| (15446) 1998 XQ4   | Hauptgürtel              |
| (15048) 1998 XQ63  | Hauptgürtel              |
| (19522) 1998 XQ83  | Hauptgürtel              |
| (14644) 1998 XR3   | Hauptgürtel              |
| (14645) 1998 XR9   | Hauptgürtel              |
| (14191) 1998 XR28  | Hauptgürtel              |
| (14201) 1998 XR92  | Hauptgürtel              |
| (14187) 1998 XS9   | Hauptgürtel              |
| (15449) 1998 XS30  | Hauptgürtel              |
| (13383) 1998 XS31  | Jupiter-Trojaner         |
| (10641) 1998 XS52  | Hauptgürtel              |
| (14194) 1998 XU50  | Hauptgürtel              |
| (13810) 1998 XU51  | Hauptgürtel              |
| (15447) 1998 XV4   | Hauptgürtel              |
| (15987) 1998 XV10  | Hauptgürtel              |
| (15450) 1998 XV40  | Hauptgürtel              |
| (14648) 1998 XV49  | Hauptgürtel              |
| (14199) 1998 XV77  | Hauptgürtel              |
| (15043) 1998 XW9   | Hauptgürtel              |
| (14649) 1998 XW62  | Hauptgürtel              |
| (18742) 1998 XX30  | Hauptgürtel              |
| (11192) 1998 XX49  | Hauptgürtel              |
| (15044) 1998 XY16  | Hauptgürtel              |
| (15046) 1998 XY41  | Hauptgürtel              |
| (14200) 1998 XY77  | Hauptgürtel              |
| (14193) 1998 XZ40  | Hauptgürtel              |
| (14198) 1998 XZ73  | Hauptgürtel              |
| (11396) 1998 XZ77  | Jupiter-Trojaner         |
| (15454) 1998 YB3   | Hauptgürtel              |
| (10420) 1998 YB12  | Hauptgürtel              |
| (15996) 1998 YC12  | Hauptgürtel              |
| (14650) 1998 YD3   | Hauptgürtel              |
| (18743) 1998 YD5   | äußerer Hauptgürtel      |
| (14651) 1998 YE5   | Hauptgürtel              |
| (14202) 1998 YF3   | Hauptgürtel              |
| (13814) 1998 YG3   | Hauptgürtel              |
| (15991) 1998 YH3   | Hauptgürtel              |
| (15993) 1998 YH8   | Hauptgürtel              |
| (15455) 1998 YJ3   | Hauptgürtel              |
| (14655) 1998 YJ22  | Hauptgürtel              |
| (15051) 1998 YK1   | Hauptgürtel              |
| (15059) 1998 YL27  | Hauptgürtel              |
| (17874) 1998 YM3   | Jupiter-Trojaner         |
| (15457) 1998 YN6   | äußerer Hauptgürtel      |
| (15994) 1998 YO8   | Hauptgürtel              |
| (15456) 1998 YP3   | Hauptgürtel              |
| (11398) 1998 YP11  | Amor-Typ                 |
| (15995) 1998 YQ9   | Hauptgürtel              |
| (13812) 1998 YR    | Hauptgürtel              |
| (15054) 1998 YS5   | Hauptgürtel              |
| (15055) 1998 YS9   | äußerer Hauptgürtel      |
| (15990) 1998 YT1   | Hauptgürtel              |
| (14652) 1998 YT8   | Hauptgürtel              |
| (14657) 1998 YU27  | Hauptgürtel              |
| (14653) 1998 YV11  | Marsbahnkreuzer          |
| (15458) 1998 YW9   | Hauptgürtel              |
| (13813) 1998 YX    | Hauptgürtel              |
| (15459) 1998 YY9   | Hauptgürtel              |